# Maino (azienda)
La Giovanni Maino & Co. è stata un'azienda ciclistica e motociclistica italiana.
Fondata nel 1896 ad Alessandria per la fabbricazione di biciclette, nel 1902 La Maino iniziò la parallela produzione di motocicli che ebbe termine nel 1910.
L'azienda fu rilevata nel 1939 dalla Rizzato di Padova che tenne in funzione l'unità produttiva ad Alessandria fino al termine della Seconda guerra mondiale.
Nel dopoguerra la fabbrica piemontese fu chiusa, mantenendo però commercialmente attivo il marchio Maino.
Learco Guerra vinse il Campionato del mondo su strada nel 1931 su una Maino Costante Girardengo usò una bicicletta Maino. Entrambi vestirono la celebre maglia grigia della squadra professionistica Maino.
La prima bici di qualità di Fausto Coppi fu una Maino pagata 520 £ all'età di quindici anni (la sua paga da garzone era di 5 £)